# U and Dat
«U and Dat» — другий сингл з дев'ятого студійного альбому американського репера E-40 My Ghetto Report Card. Пісню записано з участю T-Pain та Кенді Баррасс. Вважається, що саме цей трек став причиною популяризації практики використання вокалу T-Pain на гуках треків у жанрі хіп-хоп. На початку серпня вийшов ремікс з Джулзом Сантаною, Снупом Доґґом та Lil' Flip. Його використали в рекламі компанії Amp'd Mobile. RIAA надала окремку платиновий статус.

## Відеокліп
Дія відео відбувається у клубі та в автівці. У кліпі, окрім самого E-40, також знялися T-Pain, Кенді Баррасс, Ешалі Албар, Ліл Джон та Кетт Вільямс.

## Чартові позиції
Пісня посіла 13-те місце чарту Billboard Hot 100. Композиція є найуспішнішим синглом у репертуарі E-40 та Кенді Баррасс.
| Чарт (2006)                        | Найвища позиція |
| ---------------------------------- | --------------- |
| US Billboard Hot 100               | 13              |
| US Billboard Hot Rap Tracks        | 4               |
| US Billboard Hot R&B/Hip-Hop Songs | 8               |
| US Billboard Pop 100               | 17              |